# Han Huandi
Han Huandi (chiń. upr. 汉桓帝; chiń. trad. 漢桓帝; ur. 132, zm. 168) – cesarz Chin w latach 146–168, dziesiąty ze wschodniej linii dynastii Han.

## Życiorys
Urodził się jako syn Liu Yina i jego konkubiny Yan, pod imieniem Liu Zhi. Był prawnukiem cesarza Han Zhangdi, trzeciego cesarza wschodniej dynastii Han. Odziedziczył po ojcu tytuł markiza Liwu (chiń. 蠡吾侯), zaś w roku 146 został cesarzem, następcą Zhidi.
| 4. Liu Kai |  |             |  |  |           |
|            |  | 2. Liu Yin  |  |  |           |
| 5. Xiaomu  |  |             |  |  |           |
|            |  |             |  |  | 1. Huandi |
| 6. ?       |  |             |  |  |           |
|            |  | 3. Yan Ming |  |  |           |
| 7. ?       |  |             |  |  |           |
|            |  |             |  |  |           |

### Panowanie
W czasie objęcia tronu Huandi miał piętnaście lat, więc początkowo cesarzowa wdowa Liang Na sprawowała regencję. W roku 150 pełnoletni już cesarz Huan faktycznie przejął rządy, a Liang Na przeszła na emeryturę, nie rezygnując jednak całkowicie z kontroli nad sprawami politycznymi. Znaczne wpływy zyskał wówczas brat cesarzowej wdowy, znany z okrucieństwa i arogancji Liang Ji.
Gdy cesarzowa wdowa zmarła w roku 159, cesarz Huan potajemnie zaaranżował aresztowanie Lianga z pomocą dworskiego eunucha Shan Chao. Liang Ji został zmuszony do oddania pieczęci, a później popełnił samobójstwo. Cała ich rodzina została zgładzona, aby zapobiec dalszej ingerencji w sprawy państwowe. Natomiast Shan Chao został wynagrodzony przez cesarza i otrzymał tytuł markiza.
W roku 166 do Chin trafiła delegacja z Daqin, utożsamianego przez część historyków z Cesarstwem Rzymskim:

Ich władcy zawsze pragnęli wysłać poselstwo do Kraju Środka, ale Anxi życzyło sobie zatrzymać pośrednictwo pomiędzy Hanowskim jedwabiem dla siebie. I właśnie z tego powodu, odcięli oni ich od komunikacji. Trwało to do dziewiątego roku ery Yanxi, w trakcie panowania cesarza Huan, kiedy to król Daqin (大秦) Antun (安敦) wysłał poselstwo które przybyło z granicy Rinanu. Zaoferowało ono kość słoniową, rogi nosorożca i żółwie skorupy. Od tego czasu datuje się bezpośrednie kontakty z tym krajem.

Cesarz Huan miał trzy żony i trzy córki, lecz zmarł bez męskiego potomka. Tron przejął po nim pochodzący z cesarskiego rodu markiz Liu Hong jako cesarz Ling.